# فواز الأخرس
فواز الأخرس (مواليد سبتمبر 1946 - )؛ طبيب قلب سوري بريطاني يرأس الجمعية البريطانية السورية في لندن التي أسسها عام 2003، وهو والد أسماء الأسد، زوجة الرئيس السوري السابق بشار الأسد، ويوصف بأنه شخصية محورية في الاتصال بين الحكومتين السورية والبريطانية.

## عنه
ولد الأخرس في مدينة حمص في سوريا في سبتمبر من عام 1946. نال شهادة الطب عام 1973.

## عمله
هو طبيب استشاري لأمراض القلب التداخلية في «مستشفى كرومويل» في منطقة ساوث كنزنغتون وسط مدينة لندن، ويمارس عمله في عيادته الطبية الخاصة في هارلي ستريت هناك. وهو يعيش في منطقة أكتون في غرب لندن.

## الحياة الشخصية
متزوج من الدبلوماسية السورية السابقة «سحر العطري». تزوجت ابنتهما أسماء من الرئيس السوري السابق بشار الأسد في عام 2000.